# Neuhausen ob Eck
Neuhausen ob Eck è un comune tedesco di 3 927 abitanti,, situato nel land del Baden-Württemberg.